# Фінляндія (симфонічна поема)
«Фінляндія» (фін. Finlandia), Op. 26 — симфонічна поема та один із найвідоміших творів фінського композитора Яна Сібеліуса. Перший її варіант був написаний у 1899 році (як остання частина циклу симфонічних картин «Historiallisia kuvia» (фін. Історичні картини) до свят на честь фінської преси); згодом вона була аранжована для фортепіано і отримала сучасну назву у 1900  році. Заключна частина поеми, «Гімн „Фінляндія“», відомий як самостійний твір та виконувався з різними текстами протягом XX століття і дотепер.
У наш час мелодія, покладена на текст поета Вейкко Антеро Коскенніємі, є однією із найважливіших національних пісень Фінляндії. Через свою символічну цінність для народу «Гімн «Фінляндія» подекуди пропонувався на роль гімну країни замість пісні «Maamme».

## Історія створення
З 1809 року після закінчення російсько-шведської війни Фінляндія стала частиною Російської імперії; до того часу вона протягом століть перебувала у складі Швеції.
Кінець XIX століття у Фінляндії характеризувався підйомом національної самосвідомості, —«пробудженням», — і спробами уряду Росії завадити цьому шляхом посилення цензури. У лютому 1899 року імператор Микола II опублікував маніфест [Архівовано 13 січня 2010 у Wayback Machine.], що обмежив автономію Великого князівства Фінляндського, що в свою чергу викликало протест у Фінляндії, в тому числі і у мистецьких колах. Серед діячів, обурених політикою метрополії, був і композитор Ян Сібеліус, який, як вказує сайт Sibelius.fi, вважав своєю задачею відобразити цей протест в музиці (ця точка зору не є загальноприйнятою; так, сучасний біограф Сібеліуса Вейо Муртомякі підкреслює, що сам Сібеліус ставився до своїх творів в першу чергу саме як до музики, а не як до політичних декларацій). Протягом року Сібеліус написав п'єси «Пісня афінян» і «Танення льоду на річці Улео» (на слова поета Захаріаса Топеліуса, у яких відчувається лейтмотив «Я народився вільним і вільним помру»), що були представлені у квітні та жовтні відповідно.
Особливої уваги на той час зазнав протест проти переслідування преси, що був виступом за свободу слова проти цензури російського генерал-губернатора Бобрикова. У зв'язку з цим для підтримки пенсійного фонду для журналістів представниками молодофінської партії у листопаді 1899 року були влаштовані т.зв. «свята на честь преси» — демонстрація проти русифікації Фінляндії, на яких були представлені театральні вистави із національними закликами. З цієї нагоди режисер Каарло Бергбом створив т.зв. «живі картини з фінського минулого та міфології» із шести частин, для яких у жовтні 1899 року Сібеліус створив музичний супровід-сюїту, а поети Ейно Лейно та Ялмарі Фінне написали проникливі національні тексти. «Картини» зображували різні етапи історії Фінляндії з часів епосу «Калевала».
До сюїти, створеної Сібеліусом, входила увертюра та наступні однойменні частини:
I. Пісня Вейнемейнена
II. Хрещення фінів
III. Герцог Юхан у замку Турку
IV. Фіни у Тридцятилітній війні
V. Велика ненависть (присвячена тактиці «випаленої землі» та каральним операціям російської армії у Фінляндії у ході Північної війни 1714—1721 років)
VI. Фінляндія пробуджується
Ейно Лейно також написав текст до останньої частини, що зображувала національне пробудження Фінляндії, яка і була першим варіантом симфонічної поеми «Фінляндія». Сібеліус сам керував Гельсінським філармонічним оркестром під час прем'єри твору у Шведському театрі 4 листопада 1899 року. Наступного року Сібеліус та диригент Роберт Каянус керували новими прем'єрами твору під різними назвами у Фінляндії та за кордоном.
Твір набув такого успіху, що на початку 1900 року Сібеліус переробив його на самостійну симфонічну поему — опус 26. Було вирішено, що твір буде виконуватися в ході європейського турне Роберта Каянуса, і за порадою друга Сібеліуса, Акселя Карпелана, воно отримало назву «Батьківщина».
В листопаді 1900 року Сібеліус закінчив роботу над фортепіанним аранжуванням твору, якому, також за порадою Карпелана, дав назву «Фінляндія». У лютому 1901 року Каянус вже диригував симфонічною поемою під цією новою назвою, яка збереглася до нашого часу. Невдовзі було опубліковано нову редакцію твору, а у 1911 році на основі інших частин Сібеліус створив серію оркестрових творів Scènes historiques I — опус 25, до якої була знову включена «Фінляндія».
«Фінляндія» здобула широке визнання сама по собі: вона стала «таємним гімном» Фінляндії і настільки популярною, що російська влада накладала заборону на її виконання, проте Сібеліус уникнув покарань, назвавши твір фінською мовою „Suomi“. У 1900 році вона була виконана на Всесвітній виставці у Парижі, на фінальному етапі турне Каянуса, тим самим привернувши увагу решти Європи не лише до композитора Сібеліуса, а й до фінського питання загалом.
Сібеліус продовжував роботу над цією сюїтою до лютого 1921 року. Згодом вона була адаптована для військового оркестру в 1909 році, для хору з оркестром у Англії в 1925 році і навіть для ансамблю маримб у 1940 році. На наспівну музику заключної частини поеми, відому як «Гімн «Фінляндія», були написані безліч пісень, зміст яких, втім, не мав нічого спільного з рідною країною Сібеліуса. Тексти створювалися і у самій Фінляндії, і в 1937 році 70-річний Сібеліус отримав поштою текст, написаний тенором Вяйне Сола. На його основі Сібеліус написав хорову версію гімну. Втім, найбільшу популярність здобув текст Вейкко Антеро Коскенніємі, виконаний у 1940 році.
Хоча цей твір і не став офіційним гімном Фінляндії, він широко відомий як у самій країні, так і поза її межами.

Сам Сібеліус, хоча й оцінював «Фінляндію» як «вдалу композицію», не виокремлював її серед інших своїх творів. Вже у 1911 році він дивувався: 
Всі інші [окрім критиків] захоплюються цією композицією, незначною порівняно з іншими моїми творами.Оригінальний текст (англ.)
Everybody else [except the critics] cheers at this composition, which is insignificant compared with my other works
Особистий секретар Сібеліуса, Сантері Левас, констатував, що якщо в черговому листі Сібеліусу з проханням про автограф згадувалася лише «Фінляндія» і «Сумний вальс», то автор листа в їх очах не сприймався як серйозний поціновувач музики.
Подібно до сюїти «Карелія» оригінальна музика зі свят на честь преси ніколи не видавалась під наглядом Сібеліуса, проте через майже 99 років сюїта «Фінляндія» була відновлена та випущена на двох різних CD-дисках: на першому її виконав Філармонічний оркестр Тампере у 1998 році, яким диригував Туомас Олліла, а на другому — Симфонічний оркестр Лахті у 2000 році, яким диригував Осмо Вянска.

## Гімн «Фінляндія»
Він не призначений для того, щоб його співали. Він створений для оркестру. Але якщо світ бажає співати, з цим нічого не поробиш.— Ян Сібеліус
Спочатку Сібеліус не передбачав для свого твору голосового виконання, проте з самого початку на мелодію частини «Гімну „Фінляндія“» почалися з'являтися тексти, і композитор не вважав можливим заборонити їх виконання або спів свого твору. Перший текст на мелодію Сібеліуса, що не зберігся, написав Ялмарі Фінне, який надіслав його в анонімному листі 23 вересня 1907 року до Сібеліуса та Хейккі Клеметті. У 1937 році Сібеліус переробив для хору «Гімну „Фінляндія“» (op. 26 та op. 113 no. 12) із власним текстом тенора Вяйне Сола. Сола, так само як і Сібеліус, був масоном, і прем'єра твору відбулася у ложі в Гельсінкі 21 квітня 1938 року. На масонських заходах «Фінляндію» надалі виконували саме із текстом Сола. Це перше аранжування «Фінляндії» для хору у якості останньої частини має опус Сібеліуса під номером 113 та назвою Vapaamuurarirituaalimusiikkia - «Ритуальна музика масонів».
У 1940 році чоловічий хор Laulu-Miehet замовив текст письменнику Вейкко Антеро Коскенніємі, який написав саме ті слова «Гімну „Фінляндія“», що виконуються і у наш час; цей варіант схвалив і сам Сібеліус. Його прем'єра відбулася в урочистій залі головної будівлі Гельсінського університету під керівництвом Мартті Турунена 7 грудня 1940 року. Слова Коскенніємі підкреслювали початковий національний дух композиції у боротьбі проти загарбників, і тому здобув особливого визнання. Письменник Йоель Рундт невдовзі переклав текст шведською мовою.
Сібеліус ще раз переробив композицію окремо для змішаного хору у 1948 році.
Фінський музикант Матті Хюйоккі у своїй дисертації у 2003 році стверджував, що Сібеліус запозичив початок гімну із патріотичної хорової пісні Е. Ґенетца «Herää Suomi!» 1881 року. Ця пісня на той час була добре відома, тому, за словами Гюйоккі, запозичення може бути свідомим жестом, хоча Сібеліус ніколи це не підтверджував.

## Музика
Поема відкривається грізним мотивом у виконанні мідних духових інструментів, які нагадують про те, що у ранній редакції вона слідувала одразу після симфонічної картини «Велика ненависть». Сила звуку швидко зростає з forte до fortissimo. Мідним відповідають дерев'яні духові інструменти, що ведуть високу, «святу» мелодію, та струнні, що додають у музику «людський» голос. Спочатку у повільному темпі, музика згодом прискорюється до Allegro moderato; усе це підкреслює дух національної боротьби фінів.
Далі за фанфарними закликами дерев'яні духові починають спокійний, урочистий гімн, який підхоплюють струнні. Мідні духові на поверненні ведуть мелодію до пишного фіналу, в якому до кінця прослідковується тема гімну.
Попри те, що мелодія гімну інколи вважається традиційною народною мелодією, вона все ж є власним твором Сібеліуса.

### Інструменти
Симфонічна поема призначена до виконання великим окрестром, до якого входять:
- дерев'яні духові інструменти: 2 флейти, 2 гобоя, 2 кларнети B♭, 2 фаготи;
- мідні духові інструменти: 4 валторни, 3 труби, 3 тромбони, туба;
- ударні інструменти: литаври, бас-барабан, тарілки, трикутник;
- струнні інструменти: арфа, перші та другі скрипки, альти, віолончелі, контрабаси.

## Інше використання

### Кіно
Мелодія «Гімну «Фінляндія» використана у наступних фільмах:
- у фільмі фінського режисера Ренні Гарліна «Міцний горішок 2» 1990 року;[17]
- у фільмі фінського режисера Едвіна Лайне «Невідомий солдат[fi]» 1955 року;
- у фільмі режисера Расса Мейєра[en] Finders Keepers, Lovers Weepers!;[18]
- у 5 серії 7 сезону серіалу «Ходячі мерці» у 2016 році;[19][20]
- у фільмі фінського режисера Міки Каурісмякі «Нікчемні[fi]» 1982 року виконана рок-версія «Гімну „Фінляндія“».

### Музика
- Фінський симфо-павер-метал-гурт Nightwish виконував «Фінляндію» у якості інтро на своїх концертах у рамках світового турне Imaginaerum World Tour 2009–2010 років;[21]
- Джоан Баез виконує «Фінляндію» на своїх концертах з 2007 року, а також включила гімн до свого концертного альбому «Bowery Songs» 2005 року; живе виконання пісні Баез також було включене до альбому «Mitä vapaus on» (з фін. «Що таке свобода») — збірці протестних пісень різних виконавців, випущеній організацією Amnesty.[22] Також на мотиві «Гімну «Фінляндія» Джоан Баез спільно із гуртом Peter, Paul and Mary записала пісню «A song of peace»;[23]
- 8 грудня 2015 року, у 150-ту річницю від дня народження Сібеліуса, Академія Сібеліуса Університету мистецтв Гельсінкі[en] зібрала понад 1000 людей на Сенатській площі міста, щоб заспівати «Гімн «Фінляндія».[24]

### Інше
На мелодію було написано низку нових текстів, а також вона широко використовується і за межами Фінляндії, зокрема:
- на музику «Гімн «Фінляндія» був покладений текст гімну сепаратистської африканської держави Біафра, що існувало у 1967–1970 рр. на території Нігерії,[25] під назвою ”Land of the Rising Sun[en]” («Країна сонця, що сходить»);[26]
- в Англії на неї покладено релігійну пісню „Be still, my soul“ авторства Джейн Лорі Бортвік (1813–1897), яка, у свою чергу, є перекладом пісні Катаріни Амалії фон Шлегель (1697 – після 1768)[27] з початковою назвою  „Stille meine Wille, dein Jesus hilft siegen“. У цьому вигляді вона прозвучала у фільмі «Екстрасенс» та у другій серії серіалу „The Bletchley Circle: San Fransicso“. Також мелодія використовується для релігійних пісень „Hail, Festal Day“ та ”This Is My Song”;
- у Вельсі на неї покладено патріотичний гімн Льюїса Валентайна „Gweddi Dros Gymru“;
- у протестантських церквах Італії виконують покладену на мелодію пісню „Veglia al mattino“;[28][29][30]
- у книзі псалмів церкви Ісландії є два псалми, покладені на мелодію гімну — 13-й псалм, ”Þú Guð ert mikill annað allt er smátt” із текстом Сіґурйона Ґудйонссона, та 304-й псалм, ”Vér treystum því, sem hönd Guðs hefur skrá” із текстом Тоумаса Ґудмундссона;[31]
- у Норвегії на цю мелодію покладено текст Г.А. Тандберга «Stjernesangen»;
- капельмейстер Леопольд Стоковський запропонував використати мелодію «Фінляндії» для гімну всього світу;[4]
- «Гімн «Фінляндія» виконувався на матчах хокейної команди Ванкувер Канакс у 103-му чемпіонаті НХЛ як частина відеопрограми перед матчем.[32] Автори програми почули мелодію у відеогрі та вирішили використати її у своїй роботі.[32]